# Itta Bena
Itta Bena es una ciudad en el condado de Leflore, en el estado de Misisipi, en Estados Unidos. Según el censo del año 2000, la población era de 2208 habitantes.
En esta localidad se encuentra la Universidad Estatal del Mississippi Valley.

## Geografía
La ciudad tiene un área de 3,8 kilómetros cuadrados, de la cual, el 2,72% del terreno es agua. Está ubicada en las coordenadas 33.495968°N 90.322321°W

## Trivia
- Itta Bena es el lugar de nacimiento del famoso guitarrista y compositor B. B. King.
- Es inmortalizada en la canción "Tall Boy" de Widespread Panic.

- Datos: Q867490
- Multimedia: Itta Bena, Mississippi / Q867490

1. ↑  Zip Data Maps, código ZIP n.º 38941.